# Egor
Egor es una localidad del estado de Edo, en Nigeria, con una población estimada en marzo de 2016 de 445 800 habitantes.
Se encuentra ubicada al sur del país, a poca distancia al oeste del delta del Níger y al norte del golfo de Guinea.